# Cyrtogaster mallorcensis
Cyrtogaster mallorcensis är en stekelart som beskrevs av Askew 1975. Cyrtogaster mallorcensis ingår i släktet Cyrtogaster och familjen puppglanssteklar.
Artens utbredningsområde är Spanien. Inga underarter finns listade i Catalogue of Life.